# 9.ª etapa da Volta a Espanha de 2018
A 9.ª etapa da Volta a Espanha de 2018 teve lugar 2 de setembro de 2018 entre Talavera de la Reina e a Estação de esqui da Covatilla sobre um percurso de 200,8 km e foi ganhada em solitário pelo ciclista estadounidense Benjamin King da equipa Dimension Data, quem completou o seu segundo triunfo de etapa na Volta de 2018. O ciclista britânico Simon Yates da equipa Mitchelton-Scott converteu-se no novo líder da carreira.

## Classificação da etapa
| \| Classificação por etapas \| Classificação por etapas \| Classificação por etapas \| Classificação por etapas \| Classificação por etapas \| \| Ciclista \| Ciclista \| Equipe \| Tempo \| \| \| ------------------------ \| ------------------------ \| ------------------------- \| ------------------------ \| ------------------------ \| \| 1. \| Benjamin King \| Dimension Data \| 5h30m38s \| \| \| 2. \| Bauke Mollema \| Trek-Segafredo \| + 48s \| \| \| 3. \| Dylan Teuns \| BMC Racing Team \| + 2m38s \| \| \| 4. \| Miguel Ángel López \| Astana \| + 2m40s \| \| \| 5. \| Nairo Quintana \| Movistar Team \| + 2m40s \| \| \| 6. \| Wilco Kelderman \| Team Sunweb \| + 2m40s \| \| \| 7. \| Rigoberto Urán \| EF Education First-Drapac \| + 2m43s \| \| \| 8. \| Ion Izagirre \| Bahrain-Merida \| + 2m46s \| \| \| 9. \| Simon Yates \| Mitchelton-Scott \| + 2m49s \| \| \| 10. \| George Bennett \| LottoNL-Jumbo \| + 3m02s \| \| |                    |                           |          |
| |                    |                           |          |
| Fonte: ProCyclingStats |                    |                           |          |
| Classificação por etapas |                    |                           |          |
| Ciclista | Ciclista           | Equipe                    | Tempo    |
| 1. | Benjamin King      | Dimension Data            | 5h30m38s |
| 2. | Bauke Mollema      | Trek-Segafredo            | + 48s    |
| 3. | Dylan Teuns        | BMC Racing Team           | + 2m38s  |
| 4. | Miguel Ángel López | Astana                    | + 2m40s  |
| 5. | Nairo Quintana     | Movistar Team             | + 2m40s  |
| 6. | Wilco Kelderman    | Team Sunweb               | + 2m40s  |
| 7. | Rigoberto Urán     | EF Education First-Drapac | + 2m43s  |
| 8. | Ion Izagirre       | Bahrain-Merida            | + 2m46s  |
| 9. | Simon Yates        | Mitchelton-Scott          | + 2m49s  |
| 10. | George Bennett     | LottoNL-Jumbo             | + 3m02s  |

## Classificações ao final da etapa

### Classificação geral
| \| Classificação geral \| Classificação geral \| Classificação geral \| Classificação geral \| Classificação geral \| \| Ciclista \| Ciclista \| Equipe \| Tempo \| \| \| ------------------- \| ------------------- \| ------------------------- \| ------------------- \| ------------------- \| \| 1. \| Simon Yates \| Mitchelton-Scott \| 36h54m52s \| \| \| 2. \| Alejandro Valverde \| Movistar Team \| + 1s \| \| \| 3. \| Nairo Quintana \| Movistar Team \| + 14s \| \| \| 4. \| Emanuel Buchmann \| Bora-Hansgrohe \| + 16s \| \| \| 5. \| Ion Izagirre \| Bahrain-Merida \| + 17s \| \| \| 6. \| Tony Gallopin \| AG2R La Mondiale \| + 24s \| \| \| 7. \| Miguel Ángel López \| Astana \| + 27s \| \| \| 8. \| Rigoberto Urán \| EF Education First-Drapac \| + 32s \| \| \| 9. \| Steven Kruijswijk \| LottoNL-Jumbo \| + 43s \| \| \| 10. \| George Bennett \| LottoNL-Jumbo \| + 48s \| \| |                    |                           |           |
| |                    |                           |           |
| Fonte: ProCyclingStats |                    |                           |           |
| Classificação geral |                    |                           |           |
| Ciclista | Ciclista           | Equipe                    | Tempo     |
| 1. | Simon Yates        | Mitchelton-Scott          | 36h54m52s |
| 2. | Alejandro Valverde | Movistar Team             | + 1s      |
| 3. | Nairo Quintana     | Movistar Team             | + 14s     |
| 4. | Emanuel Buchmann   | Bora-Hansgrohe            | + 16s     |
| 5. | Ion Izagirre       | Bahrain-Merida            | + 17s     |
| 6. | Tony Gallopin      | AG2R La Mondiale          | + 24s     |
| 7. | Miguel Ángel López | Astana                    | + 27s     |
| 8. | Rigoberto Urán     | EF Education First-Drapac | + 32s     |
| 9. | Steven Kruijswijk  | LottoNL-Jumbo             | + 43s     |
| 10. | George Bennett     | LottoNL-Jumbo             | + 48s     |

### Classificação por pontos
| Classificação por pontos | Classificação por pontos | Classificação por pontos | Classificação por pontos | Classificação por pontos |
| Ciclista                 | Ciclista                 | Equipe                   | Pontos                   |                          |
| ------------------------ | ------------------------ | ------------------------ | ------------------------ | ------------------------ |
| 1.                       | Alejandro Valverde       | Movistar Team            | 81 pts                   |                          |
| 2.                       | Peter Sagan              | Bora-Hansgrohe           | 63 pts                   |                          |
| 3.                       | Benjamin King            | Dimension Data           | 58 pts                   |                          |
| 4.                       | Michał Kwiatkowski       | Team Sky                 | 50 pts                   |                          |
| 5.                       | Danny van Poppel         | LottoNL-Jumbo            | 46 pts                   |                          |
| 6.                       | Elia Viviani             | Quick-Step Floors        | 41 pts                   |                          |
| 7.                       | Bauke Mollema            | Trek-Segafredo           | 40 pts                   |                          |
| 8.                       | Ion Izagirre             | Bahrain-Merida           | 39 pts                   |                          |
| 9.                       | Tony Gallopin            | AG2R La Mondiale         | 37 pts                   |                          |
| 10.                      | Wilco Kelderman          | Team Sunweb              | 37 pts                   |                          |

### Classificação da montanha
| Classificação da montanha | Classificação da montanha | Classificação da montanha  | Classificação da montanha | Classificação da montanha |
| Ciclista                  | Ciclista                  | Equipe                     | Pontos                    |                           |
| ------------------------- | ------------------------- | -------------------------- | ------------------------- | ------------------------- |
| 1.                        | Luis Ángel Maté           | Cofidis, Solutions Crédits | 60 pts                    |                           |
| 2.                        | Benjamin King             | Dimension Data             | 33 pts                    |                           |
| 3.                        | Bauke Mollema             | Trek-Segafredo             | 24 pts                    |                           |
| 4.                        | Pierre Rolland            | EF Education First-Drapac  | 20 pts                    |                           |
| 5.                        | Thomas De Gendt           | Lotto-Soudal               | 10 pts                    |                           |
| 6.                        | Ben Gastauer              | AG2R La Mondiale           | 7 pts                     |                           |
| 7.                        | Dylan Teuns               | BMC Racing Team            | 6 pts                     |                           |
| 8.                        | Nikita Stalnow            | Astana                     | 6 pts                     |                           |
| 9.                        | Héctor Benito Sáez        | Euskadi-Murias             | 4 pts                     |                           |
| 10.                       | Miguel Ángel López        | Astana                     | 4 pts                     |                           |

### Classificação da combinada
| Classificação de combinados | Classificação de combinados | Classificação de combinados | Classificação de combinados | Classificação de combinados |
| Ciclista                    | Ciclista                    | Equipe                      | Pontos                      |                             |
| --------------------------- | --------------------------- | --------------------------- | --------------------------- | --------------------------- |
| 1.                          | Alejandro Valverde          | Movistar Team               | 18 pts                      |                             |
| 2.                          | Benjamin King               | Dimension Data              | 23 pts                      |                             |
| 3.                          | Miguel Ángel López          | Astana                      | 30 pts                      |                             |
| 4.                          | Bauke Mollema               | Trek-Segafredo              | 37 pts                      |                             |
| 5.                          | Simon Yates                 | Mitchelton-Scott            | 42 pts                      |                             |
| 6.                          | Michał Kwiatkowski          | Team Sky                    | 42 pts                      |                             |
| 7.                          | Nairo Quintana              | Movistar Team               | 46 pts                      |                             |
| 8.                          | Laurens De Plus             | Quick-Step Floors           | 74 pts                      |                             |
| 9.                          | Dylan Teuns                 | BMC Racing Team             | 74 pts                      |                             |
| 10.                         | Simon Clarke                | EF Education First-Drapac   | 75 pts                      |                             |

### Classificação por equipas
| Classificação por equipes | Classificação por equipes                | Classificação por equipes | Classificação por equipes |
| Equipe                    | Equipe                                   | Tempo                     |                           |
| ------------------------- | ---------------------------------------- | ------------------------- | ------------------------- |
| 1.                        | Lotto NL-Jumbo                           | 110h44m52s                |                           |
| 2.                        | Movistar Team                            | + 1m36s                   |                           |
| 3.                        | AG2R La Mondiale                         | + 4m08s                   |                           |
| 4.                        | Dimension Data                           | + 7m03s                   |                           |
| 5.                        | Bahrain-Merida                           | + 7m46s                   |                           |
| 6.                        | Bora-Hansgrohe                           | + 11m23s                  |                           |
| 7.                        | Sky                                      | + 14m34s                  |                           |
| 8.                        | EF Education First-Drapac p/b Cannondale | + 17m24s                  |                           |
| 9.                        | UAE Team Emirates                        | + 26m33s                  |                           |
| 10.                       | Groupama-FDJ                             | + 30m04s                  |                           |

## Abandonos
Nenhum.